# 폴리오낙스
폴리오낙스(Polyonax, "많은 자들의 군주"라는 의미)는 백악기 후기 마스트리흐트절에 살았던 케라톱스과 공룡의 한 속으로 미국 콜로라도주의 덴버 층에서 발견되었다. 발견된 화석의 보존상태가 좋지 않아서 현재는 의문명으로 간주된다.

## 역사
고생물학자이자 박물학자였던 에드워드 드링커 코프는 1873년 미국 서부를 탐험하던 중에 단편적인 공룡 화석들을 발견하고 얼마 후 새로운 속으로 명명했다. 현재는 AMNH FR 3950이라는 표본번호를 가지게 된 완모식표본은 어린 개체의 등뼈 세 개, 다리뼈 일부, 그리고 지금은 뿔심으로 밝혀진 부분으로 구성되어 있었다. 한동안은 하드로사우루스류로 혼동되었으며 트라코돈과 같은 동물인 것으로 생각되기도 했지만 각룡류에 대한 첫번쩌 전문논문 (monograph) 이 출판될 무렵에는 각룡류로 확인되었으나 상세 분류는 불가능한 상태라는 결론이 내려졌다. 현재는 폴리오낙스라는 이름은 각룡류의 존재가 제대로 알려지기 전에 발견된 각룡으로 역사적인 의미 정도만을 가지고 있을 뿐이다. 가장 최근의 리뷰에서 폴리오낙스는 분류가 불문명한 각룡류의 목록에 들어있다.
폴리오낙스는 때로 아가타우마스, 또는 트리케라톱스의 동물이명으로 간주되기도 한다.

## 고생물학
케라톱스과 공룡인 폴리오낙스는 대형 사족보행 초식동물이었으며 뿔과 프릴을 가지고 있었다.